# Finsterforst
I Finsterforst sono un gruppo folk metal/pagan metal tedesco proveniente da Emmendingen, Baden-Württemberg e creatosi nel 2004.

Il nome significa letteralmente "foresta oscura", in riferimento alla famosa Foresta Nera, importante luogo delle regioni da cui provengono.

## Stile musicale
I Finsterforst nascono dal desiderio di unire il moderno metal con le musiche, le storie ed i ritmi folkloristici tedeschi tipici delle regioni di nascita della band.
I pezzi, di durata eccezionale in rapporto al genere (ventuno minuti nel caso di Untergang dall'album Zum Tode Hin), si contraddistinguono per un frequente uso della fisarmonica e del flauto sopra sonorità death metal unite ad atmosfere black metal; questi ultimi risultano essere molto articolati e diversamente strutturati, lasciando notevole spazio a momenti puramente strumentali, in molti casi anche acustici.
I testi, cantati in una tipologia di scream tipica del black metal norreno, trattano di storie fantastiche, epiche e leggende o dicerie popolari.

## Formazione

### Formazione attuale
- Oliver Berlin - voce (2010-)
- Simon Schillinger - chitarra (2004-)
- David Schuldis - chitarra (2005-)
- Tobias Weinreich - basso (2004-)
- Cornelius "Wombo" Heck - batteria (2006-)
- Sebastian "AlleyJazz" Scherrer - tastiere (2004-)
- Johannes Joseph - fisarmonica (2005-)
- Peter Hamm - chitarra (2008-)

### Ex componenti
- Marco Schomas - voce (2004-2009)

## Discografia

### Album in studio

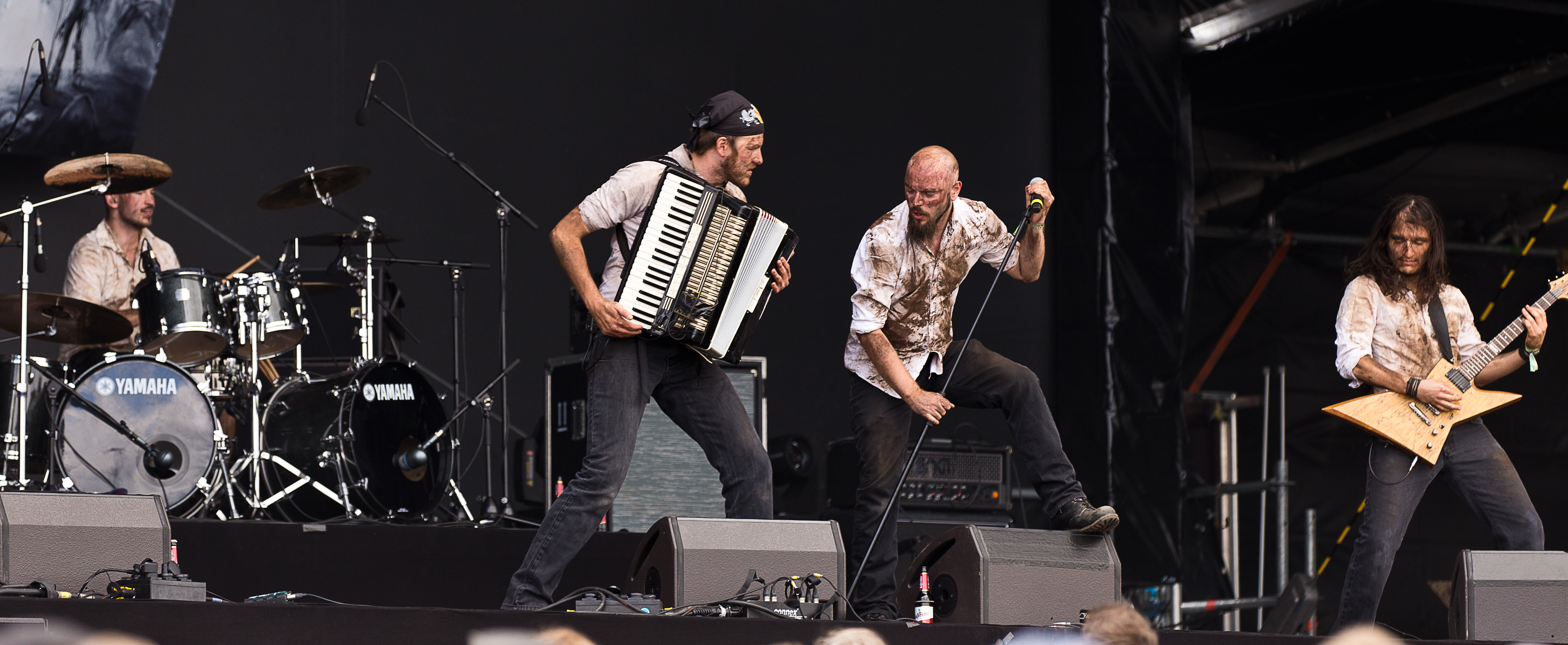
I Finsterforst al Rockharz Open Air 2015

- 2007 - Weltenkraft
- 2009 - Zum Tode Hin
- 2012 - Rastlos
- 2015 - Mach Dich Frei

### EP
- 2006 - Wiege der Finsternis
- 2016 - #YØLØ

### Raccolte
- 2010 - Urwerk